# Open de Moselle 2003
L'Open de Moselle 2003 è stato un torneo di tennis giocato sul cemento indoor. È stata la 1ª edizione dell'Open de Moselle, che fa parte della categoria International Series nell'ambito dell'ATP Tour 2003. Si è giocato all'Arènes de Metz di Metz in Francia, dal 29 settembre al 5 ottobre 2003.

## Campioni

### Singolare
Arnaud Clément ha battuto in finale  Fernando González con il punteggio di 6–3, 1–6, 6–3

### Doppio
Julien Benneteau /  Nicolas Mahut hanno battuto in finale  Michaël Llodra /  Fabrice Santoro con il punteggio di 7–6(2), 6–3